# 廖嘉輝
廖嘉輝（Luke Liu，1989年5月21日—），暱稱「Look」，香港男主持及演員，曾為ViuTV合作藝員。

## 簡歷
廖嘉輝在大學時，積極參與校內課外活動班及輔學班，慢慢對DJ及司儀主持工作產生興趣，令其改變了畢業後想當上一名老師的念頭。畢業後，他曾在財華社擔任財經主播，及後在東方報業集團旗下網站on.cc擔任主持，正式入行，參與《娛樂OnShow》等娛樂節目主持工作。其後加入香港有線電視CableTV，接觸電視工作，包括外景採訪、娛樂新聞報導、嘉賓訪談及節目製作等。曾為ViuTV藝人，主持《十五分鐘熱度Plus》、《Interviu》、《今日疫情》 等，亦參演該台電視劇和綜藝節目，以全能主持為終極目標。另外，廖嘉輝亦有擔任各類活動司儀、韓星見面會主持等。

## 司儀工作

### 韓星活動
| 演出日期      | 歌手/團體  | 演出名稱                                                            | 演出場館                      |
| 2018年5月26日 | OH MY GIRL | OH MY GIRL 香港粉絲見會 2018                                        | 九龍灣國際展貿中心 Music Zone |
| 2018年7月7日  | 朴有天     | 朴有天「再會」香港粉絲見面會及小型演唱會                            | 九龍灣國際展貿中心 展貿廳 2   |
| 2018年7月9日  | MONSTA X   | 2018 MONSTA X WORLD TOUR "THE CONNECT" in Hong Kong 媒體見面會      | 荷里活廣場                    |
| 2019年1月19日 | 禹棹奐     | 2019 WOO DO HWAN 1st FAN MEETING IN HONG KONG                       | 九龍灣國際展貿中心 Music Zone |
| 2019年3月9日  | 金在中     | 2019 KIM JAE JOONG J-Party & Mini Concert 亞洲巡迴見面會2019 香港站 | 亞洲國際博覽館 11號館         |
| 2019年3月29日 | ONF        | ONF We Must Love Asia Tour 2019 in Hong Kong                        | 九龍灣國際展貿中心Music Zone  |
| 2019年5月11日 | 賴冠霖     | 賴冠霖 "Good Feeling" 亞洲巡迴見面會 2019 香港站                    | 亞洲國際博覽館 10號館         |
| 2019年11月9日 | ITZY       | ITZY "ITZY? ITZY!" 巡迴演唱會 2019 澳門站                           | 澳門百老匯 舞台               |

### Viu TV節目宣傳活動
| 演出日期       | 節目名稱                           |
| 2018年10月8日  | 《GOOD NIGHT SHOW 廣告女皇》記者會 |
| 2019年5月13日  | 《婚內情》記者會                   |
| 2019年11月25日 | 《C9旅行團》記者會                 |
| 2020年4月24日  | 《熟女強人》開鏡拜神儀式           |
| 2020年5月5日   | 《歎息橋》記者會                   |
| 2020年5月8日   | 《暖男爸爸》記者會                 |

## 主持節目（ViuTV）
| 首播        | 節目名                                | 備註 |
| 2018-2020年 | 十五分鐘熱度Plus (前身：十五分鐘熱度) | 主持 |
| 2018-2020年 | Interviu                              | 主持 |
| 2020年      | 今日疫情                              | 主持 |

## 綜藝節目（ViuTV）
| 首播   | 節目名         | 備註 |
| 2018年 | 全民星戰       | 嘉賓 |
| 2018年 | 區區有樂       | 主持 |
| 2020年 | 鼠年行運要點相 | 嘉賓 |

## 演出作品（ViuTV）
| 首播   | 劇名     | 角色  | 備註       |
| 2019年 | 娛樂風雲 | 主 持 | 第30、70集 |

## 廣告
- 2017年：大眾銀行儲蓄證券二合一[7]

## 新聞報道
- 星星talk樓廖嘉輝（星島日報）[8]
- VIU TV主持廖嘉輝揀女友唔花心（新浪香港新聞）[9]

## 外部連結
- Look Liu 廖嘉輝 Facebook專頁
- Look 廖嘉輝Instagram